# قتل بدون جرم
«قتل بدون جرم» (انگلیسی: Murder Without Crime) یک فیلم به کارگردانی جی. لی تامپسون است که در سال ۱۹۵۱ منتشر شد.